# Hospital Borda: un llamado a la razón
 Hospital Borda: un llamado a la razón es una película de Argentina filmada en Eastmancolor dirigida por Marcelo Céspedes sobre su propio guion escrito en colaboración con Carmen Guarini que se estrenó el 8 de julio de 1986. También se exhibió como Hospital Borda... un llamado a la razón. 

## Sinopsis
Documental sobre el tratamiento de los problemas de salud mental en Buenos Aires, en especial en el Hospital Borda.

## Comentarios
Jorge Abel Martín en Tiempo Argentino escribió:

«Un testimonio lacerante, la triste realidad política y social de la marginación…Con una cámara curiosa, por momentos irreverente, descubridora…documenta una vez más que ni son todos los que están ni están todos los que son.»

Víctor Hugo Ghitta en La Nación opinó:

«La ciudad ya no será la misma. Imágenes de una crudeza conmovedora, que ejercen una acción transformadora en el espectador al ponerlo en contacto con una expresión extremadamente dolorosa de la realidad.»

Manrupe y Portela escriben:

«Riguroso documental sobre la salud mental y su tratamiento en Buenos Aires, que en ningún momento cae en el sentimentalimo para conmover.»